# Baltazar Rebelo de Sousa
Baltazar Leite Rebelo de Sousa GCC • GCIH • GOIP (Lisboa, Santos-o-Velho, 16 de Abril de 1921 – Lisboa, 1 de Dezembro de 2002) foi um médico, professor e político português do Estado Novo, figura de relevo da ditadura. Pai do atual Presidente da República Portuguesa, Marcelo Rebelo de Sousa. 

## Família
Era filho único de António Joaquim Rebelo de Sousa (Cabeceiras de Basto, Pedraça, Paço de Vides, 8 de Abril de 1860 – 7 de Agosto de 1927), proprietário, e de sua segunda mulher Joaquina Leite da Silva (Celorico de Basto, Gandarela, São Clemente, 1896? – 16 de Abril de 1975).

## Biografia
Licenciado em Medicina e diplomado nos cursos de Medicina Tropical e Medicina Sanitária, foi sub-inspector médico dos Serviços Médico-Sociais e da Federação das Caixas de Previdência.
Enquanto estudante Baltazar Rebelo de Sousa foi um ativo dirigente da Mocidade Portuguesa — comandante do Centro Universitário de Lisboa, seria depois chefe dos serviços culturais e diretor dos serviços de intercâmbio com o estrangeiro, vindo a ocupar interinamente o cargo de Comissário Nacional, enquanto Subsecretário de Estado da Educação Nacional, de 1955 a 1961, sendo chefe do governo António de Oliveira Salazar.

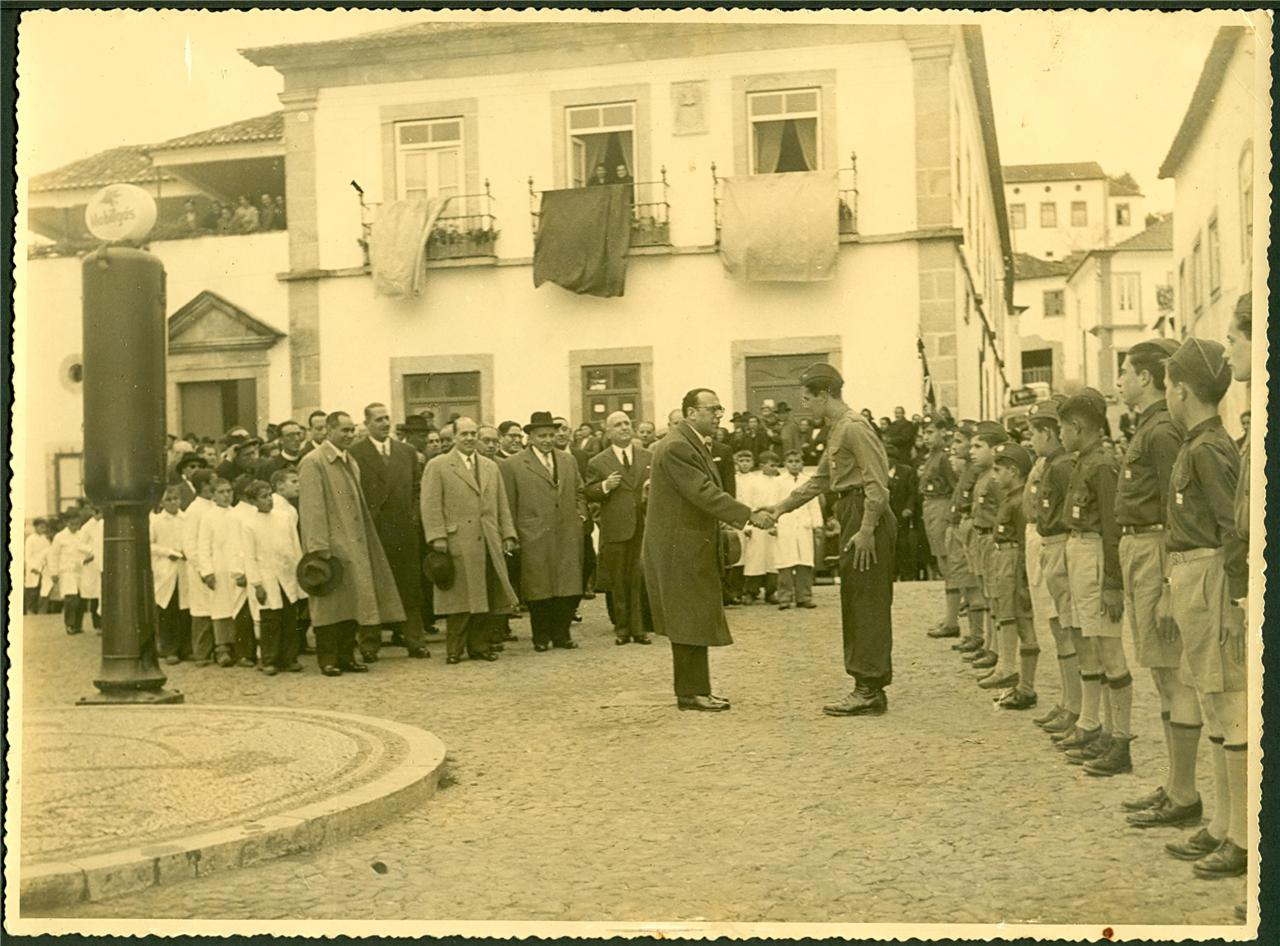
Baltazar Rebelo de Sousa em visita a Figueiró dos Vinhos, 16 de Dezembro de 1956.

Foi secretário-geral dos Escoteiros de Portugal.
Foi secretário do gabinete do Ministro das Colónias Marcelo Caetano.
Em 1953 Baltazar Rebelo de Sousa foi eleito deputado à Assembleia Nacional, pelo círculo eleitoral de Évora e, em 1957, foi eleito pelo círculo de Braga. A 19 de Março de 1959 foi feito Grande-Oficial da Ordem Militar de Cristo e a 3 de Janeiro de 1961 Grande-Oficial da Ordem do Infante D. Henrique.
A 16 de Fevereiro de 1967 foi elevado a Grã-Cruz da Ordem do Infante D. Henrique e a 15 de Julho de 1967 foi feito Grande-Oficial da Ordem da Instrução Pública.
Quando Marcello Caetano chega a presidente do Conselho, Baltazar Rebelo de Sousa é nomeado governador-geral de Moçambique (então província ultramarina de Portugal), logo em 1968, sucedendo a José Augusto da Costa Almeida. Foi substituído nesse cargo no ano de 1970, por Eduardo de Arantes e Oliveira.
De regresso à então metrópole, Lisboa, desempenhou funções de ministro-delegado do Presidente do Conselho para a Emigração e ocupou, sucessivamente, os cargos de Ministro da Saúde e Assistência, das Corporações e Previdência Social e, em 1973, a do Ultramar, até 1974. A 22 de Maio de 1971 foi elevado a Grã-Cruz da Ordem Militar de Cristo.
Na sequência da revolução do 25 de Abril, tal como outros ministros e governantes da ditadura do Estado Novo, refugiou-se no Brasil onde viveu. Foi administrador de empresas no estado de São Paulo, leccionou em diversas universidades e pertenceu a várias associações culturais Luso-Brasileiras, tendo sido feito Grã-Cruz da Ordem Nacional do Cruzeiro do Sul.

## Casamento e descendência
A 5 de abril de 1947, casou na igreja paroquial de Nossa Senhora da Pena, em Lisboa, com Maria das Neves Fernandes Duarte (Conceição, Covilhã, 30 de Julho de 1920 – Lisboa, 8 de Março de 2003), assistente social, filha de Joaquim das Neves (Covilhã, Erada, 1 de Janeiro de 1874) e de sua mulher Maria Rosa Fernandes Duarte (Covilhã, 1889?). Foram padrinhos de casamento Marcello Caetano e a sua esposa, Teresa de Barros Alves Caetano, assim como José Porto Soares Franco, comissário nacional interino da Mocidade Portuguesa, e a sua esposa Maria Carlota de Sommer Viana Soares Franco.
Do casamento tiveram teve três filhos:
- Marcelo Nuno Duarte Rebelo de Sousa (Lisboa, São Sebastião da Pedreira, 12 de Dezembro de 1948)
- António Jorge Duarte Rebelo de Sousa (Lisboa, São Sebastião da Pedreira, 31 de Maio de 1952)
- Pedro Miguel Duarte Rebelo de Sousa (Lisboa, 29 de Abril de 1955), licenciado em Direito pela Faculdade de Direito da Universidade de Lisboa e advogado, casado em Braga, Bom Jesus do Monte, a 16 de Abril de 1977 com Ana Margarida Lobato de Faria Sacchetti (Évora, Sé e São Pedro, 26 de Outubro de 1956), filha de António de Vilas-Boas Romano e Vasconcelos Barreto Ferraz Sacchetti (filho do 3.º Visconde da Granja) e de sua primeira mulher Rosa Maria de Bettencourt Rodrigues Lobato de Faria, de quem tem uma filha e um filho:
  - Mariana Lobato de Faria Sacchetti Rebelo de Sousa (São Paulo, São Paulo, 27 de Abril de 1979), licenciada em Direito e advogada, casada a 30 de Abril de 2005 com Nuno Miguel Cadima Oliveira
  - Afonso Lobato de Faria Sacchetti Rebelo de Sousa (São Paulo, São Paulo, 24 de Junho de 1981)